# Donaldo García
Pour les articles homonymes, voir Garcia.
Donaldo García est l'une des trois paroisses civiles de la municipalité de Rosario de Perijá dans l'État de Zulia au Venezuela. Sa capitale est Barranquitas.